# Comité Paralímpico Nacional de Lesoto
El Comité Paralímpico Nacional de Lesoto es el comité paralímpico nacional que representa a Lesoto. Esta organización es la responsable de las actividades deportivas paralímpicas en el país. Es miembro del Comité Paralímpico Internacional y del Comité Paralímpico Africano.